# Иван Гутман
Иван Гутман (Сомбор, 2. септембар 1947) српски је научник, универзитетски професор и академик. Гутман је редовни професор на Универзитету у Крагујевцу на катедри за физичку хемију, академик САНУ. Објавио је преко 1.420 научних радова и 30 књига.

## Биографија
Рођен је 1947. године у Сомбору. Редовни је професор Природно-математичког факултета Универзитета у Крагујевцу. Предаје следеће предмете: физичку хемију, историју и филозофију хемије и обраду резултата мерења. Објавио је преко хиљаду научних радова, сам или у коауторству са бројним научницима.
Дописни члан САНУ постао је 1988, а редовни 1997. године. Члан је Међународне академије математичке хемије и Академије нелинеарних наука у Москви.
Град Крагујевац га је 2007. године прогласио својим заслужним грађанином. Од родног града Сомбора 2019. године добио је Октобарску награду.
Као професор емеритус Универзитета у Крагујевцу био је ангажован на Природно-математичком факултету до 2022. године. Убраја су у најбоље рангиране математичаре 2023. године на светском нивоу.
Предавао је у више од 45 држава.
Објавио је преко 1.420 научних радова и 30 књига.